# Liệu pháp chuyển giới

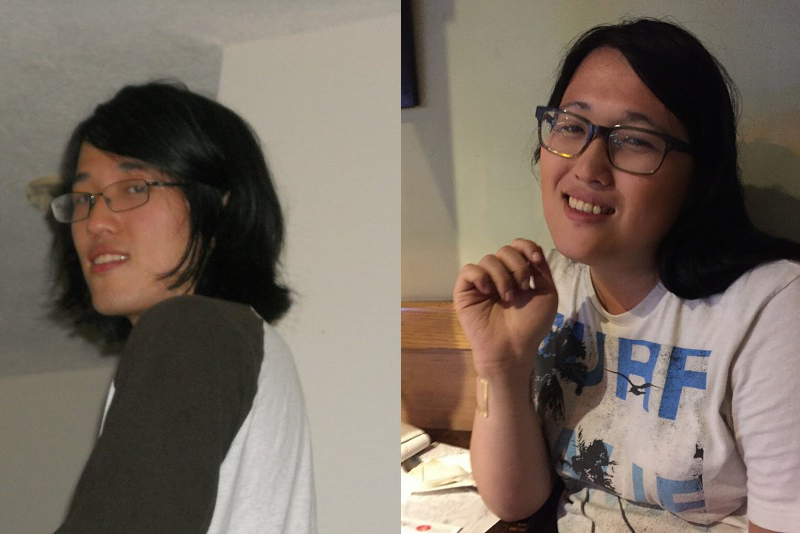
Bằng liệu pháp này, có thể thấy sự khác biệt về nhều đặc điểm giới tính trên cơ thể những người thực hiện chuyển giới

Liệu pháp chuyển giới hay liệu pháp xác định lại giới tính là khía cạnh y tế của chuyển đổi giới tính, nghĩa là sửa đổi các đặc điểm của một người để phù hợp hơn với bản sắc giới tính của một người. Nó có thể bao gồm liệu pháp thay thế hormone (HRT) để sửa đổi các đặc điểm giới tính thứ cấp, phẫu thuật xác định lại giới tính để thay đổi các đặc điểm giới tính chính và các thủ tục khác làm thay đổi ngoại hình, bao gồm triệt lông vĩnh viễn cho phụ nữ chuyển giới.
Trong các trường hợp được đánh giá thích hợp của chứng bức bối giới nghiêm trọng, liệu pháp xác định lại giới tính thường là tốt nhất khi các tiêu chuẩn chăm sóc được tuân thủ. :1570  :2108 Có mối quan tâm về mặt học thuật đối với chất lượng thấp của các bằng chứng hỗ trợ hiệu quả của liệu pháp xác định lại giới tính khi điều trị chứng khó chấp nhận giới tính, nhưng các nghiên cứu mạnh mẽ hơn là không thực tế; :22 cũng vậy, tồn tại sự đồng thuận lâm sàng rộng rãi, bổ sung cho nghiên cứu học thuật, hỗ trợ hiệu quả về mặt cải thiện chủ quan của liệu pháp xác định lại giới tính ở những bệnh nhân được lựa chọn phù hợp. :2–3 Điều trị chứng khó nuốt ở giới không liên quan đến việc cố gắng điều chỉnh bản sắc giới tính của bệnh nhân, nhưng để giúp bệnh nhân thích nghi. :1568
Các tổ chức y tế lớn ở Hoa Kỳ và Vương quốc Anh đã ban hành các tuyên bố khẳng định hỗ trợ liệu pháp chuyển giới bao gồm các phương pháp điều trị cần thiết về mặt y tế trong một số trường hợp được đánh giá phù hợp.